# 창춘 북역
창춘 북역(중국어: 长春北站)은 중국 징하선의 철도역이며, 지린성 창춘시 콴청구 샤오난가에 위치하고 있다. 1986년에 지어졌으며, 1등역에 속하며, 우편 번호는 130121이다. 현재는 여객, 화물 운송 영업을 하지 않고 있으며, 창춘북역은 창춘시 철도의 주요 편성역 중 하나로 퇀창(团场)과 이창(伊场), 룽베이(龙北)의 3개 연락선을 통해 징하, 창투 양대 간선으로 연결되어 화물열차 편성, 분류 임무를 맡는다.

## 인접 정차역
- 징하선
  - 창춘역 ← 8km 창춘 북역 5km → 이잔바오역
- 창바이선
  - 창춘역 ← 8km 창춘 북역 11km → 샤오허룽역
- 창솽옌선
  - 창춘 북역 8km → 룽촨역

## 같이 보기
- 창춘 서역